# Mirepoix (matlagning)

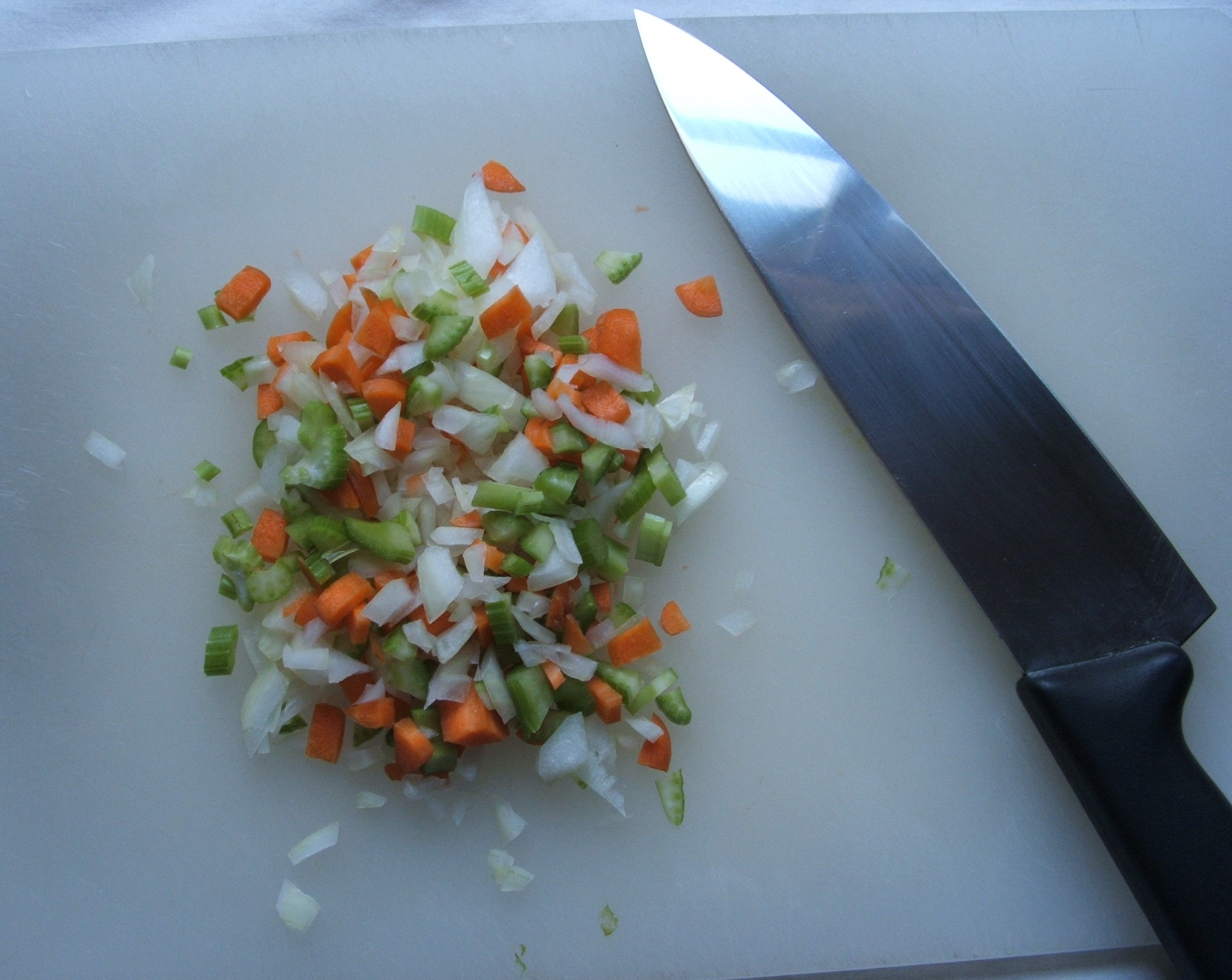
Mirepoix.

Mirepoix (uttal: [mir'pwa]) är ett köksfranskt uttryck för en tärnad och milt stekt blandning grön- och rotsaker använd till kötträtter eller såser. Blandningen kan bestå av lök, morot och purjolök, eller kompletterat med rotselleri/selleri. Blandningen är ofta basen i en fransk buljong (fond).
Namnet kommer möjligen efter Gaston Pierre de Lévis(en), hertig av Mirepoix (1699–1757), vars kock ska ha skapat blandningen. Den ska med fördel rostas i ugn för att sedan kokas upp och redas av. Sedan tillsätter man det man vill ha – rödvin, eller vitvin med mera.
I det italienska köket kallas samma blandning soffritto och är ofta grunden i en bolognesesås.